# Bromelia horstii
Bromelia horstii är en gräsväxtart som beskrevs av Werner Rauh. Bromelia horstii ingår i släktet Bromelia och familjen Bromeliaceae. Inga underarter finns listade i Catalogue of Life.